# 後藤正志
後藤 正志（ごとう まさし、1896年〈明治29年〉3月12日 - 1929年〈昭和4年〉7月4日）は大分県出身の技師であり飛行家。1929年にアメリカ西海岸から欧州を経て日本まで、三大陸横断飛行を計画したが、ロッキー山脈越えに失敗し墜落死した。

## 来歴
大分県西国東郡田原村下沓掛で後藤武利の長男として生まれ、幼少期に母を亡くす。父の意向もあり、南部高等小学校を出ると教員養成の私立学校である習説校で学んだ。正志は数学に強く、機械類を好んだという。父は病を得ながらも白鬚田原神社の前に日用品店を開いたが経営は上手くいかず、金銭的に厳しい状況が続いた。
習説校を卒業した正志は立石にある馬上金山の機械部に入る。その後大阪の紡績会社に移り、余暇があれば機械の研究に没頭した。さらに知人の紹介で大阪汽船に入社し、機関手として働く。外国航路の船に乗り込んだ正志は一年半で10回ほど欧米各国を訪れ、海外での活躍を心に期するようになる。その結果大阪汽船からフランス船に移り、20歳に満たぬ若年ながら一人外国船員に交じって技術を磨き言葉を覚えた。正志は5尺6寸（約170㎝）を超え当時の日本人としてはかなり大柄であった。
その後正志はイギリスへ渡る。数年間滞在し、在英邦人を頼り工業会社へ入って研鑚を積んだ。この頃、ある米国人と知り合いアメリカ入国を果たす。ロサンゼルスに居を定めると自動車製造会社に職工として入った。ほどなく小規模ながら独自工場を設け、後藤式自動車の開発を進める。特に高速車の制作及び操縦に精力を傾けた結果、良好な成果を得てエム後藤の名はアメリカで知られるようになったとされる。
自動車で一定の成功をみた正志は続いて飛行機用エンジンの制作に取り掛かる。自動車エンジン制作の経験から自信はあったが、開発費不足は明らかだった。一年ほど経った頃、機会があり米政府の飛行士試験を受けたところ見事合格。国際飛行士免許を得る。また福島県人の渡邊武夫技師とフィラデルフィアで知り合い、飛行機製作を始めて3年目の1926年（昭和元年）には設計を終え模型が完成した。昼は仕事をし夜は機体制作作業を進めたが、材料費だけでも1,2万ドルは必要と思われる資金を準備するのは困難であった。
1927年（昭和2年）には祖国日本の練習艦隊がロサンゼルスを訪れた。この時司令官の永野修身海軍少将より正志たち2人に激励と寸志が贈られ、機体は「凌風」と名付けられた。その後、僅かばかりの自己資金で細々と制作を続けていた状況の下、苦闘する二人を応援する機運が在米邦人の間で徐々に湧き起こり後援会が結成される。そうして集まった資金で全長6メートル半の小型機が遂に完成した。
米欧亜の三大陸単独横断飛行の計画を発表。地元ロスの某邦字新聞社が3千ドルの資金提供を申し出た。1929年（昭和4年）5月19日には試験飛行でロサンゼルスーサンフランシスコ間を飛び良好な成績を収める。そして同年7月1日の午後1時、ロサンゼルス郊外のカンプトン飛行場を後援者たちに見守られつつ出発した。
凌風号はオークランド、レノを経由し、米国独立記念日である7月4日にはソルトレイク市に姿を現す。ここで2時間の休憩の後に次の目的地をロックスプリングスとした。この辺りは天候の急変や激しい突風がある地であり、電話で天気予報を問い合わせ快晴と確認した後に出発。しかしロッキー山脈の山頂を超える際、突如巻き起こった暴風に煽られ制御不能となり樹間に不時着。数日後にソルトレイク市より西南約80㎞のワサッチ山脈ブロヴォ渓谷に墜落しているところを発見された。同志の渡邊と現地のワーナーという飛行家とで墜落現場を調査した結果、遺体に激しい損傷は無かったが、不時着時に頭部を強く打ったことが死因と推定される。享年33。
その葬儀は後援会が喪主となり、西本願寺仏教会において営まれ多くの人々が集う。その後荼毘に付され、エバーグリーン墓地に埋葬。落命の地であるワサッチ山脈には石碑が建立された。
外国航路船に乗るようになって以降の正志は音信不通となっており、故郷では亡くなったものと諦めていたと言われる。病床にあった父・武利が没していたことも正志は知る由もなかった。

## 飛行計画
ロサンゼルスを始点とし、北米大陸を飛行横断した後大西洋を船で渡る。再び飛行機で欧州を飛び、シベリヤを横断して日本へ至るルートが計画されていた。
余談だが、この挑戦が行われた翌年の1930年（昭和5年）に、同じロサンゼルス在住の東善作が正志と同じルートで日本を目指している。